# Kazuto Sakamoto
Kazuto Sakamoto (født 24. september 1991) er en tidligere japansk fodboldspiller.
Han har spillet for flere forskellige klubber i sin karriere, herunder FC Gifu.